# Горелуха (Тихвинский район)
Горелуха — деревня в Тихвинском городском поселении Тихвинского района Ленинградской области.

## История
Деревня Горелуха упоминается на специальной карте западной части России Ф. Ф. Шуберта 1844 года.

ГОРЕЛУХА (ГОРЕЛУЩА) — деревня, Усть-Шомушского общества, прихода Знаменской Градской церкви. Река Тихвинка.

Крестьянских дворов — 21. Строений — 25, в том числе жилых — 21.

Число жителей по семейным спискам 1879 г.: 59 м. п., 74 ж. п.; по приходским сведениям 1879 г.: 63 м. п., 78 ж. п.

ГОРЕЛУХСКИЕ ХАРЧЕВНИ (ГОРЕЛУШКА) — посёлок, починок. Крестьянских дворов — 4. Строений — 6, в том числе жилых — 4. 
Два постоялых двора. Число жителей по приходским сведениям 1879 г.: 4 м. п., 4 ж. п.
.

В конце XIX — начале XX века деревня административно относилось к Сугоровской волости 1-го земского участка 1-го стана Тихвинского уезда Новгородской губернии.

ГОРЕЛУХА — деревня Устьшомушского общества, дворов — 28, жилых домов — 28, число жителей: 89 м. п., 103 ж. п.
 
Занятия жителей — земледелие, лесные заработки. Река Тихвинка.

ГОРЕЛУХСКИЕ ХАРЧЕВНИ — деревня Устьшомушского общества, дворов — 5, жилых домов — 5, число жителей: 8 м. п., 9 ж. п.

Занятия жителей — земледелие, лесные заработки. Земский тракт. Река Тихвинка. (1910 год)

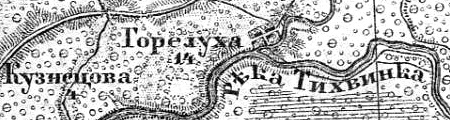
Деревня Горелуха на карте 1913 года

Согласно карте Петроградской и Новгородской губерний 1913 года деревня Горелуха насчитывала 14 крестьянских дворов.
С 1917 по 1918 год деревня Горелуха входила в состав Тихвинского уезда Новгородской губернии. 
С 1918 года в составе Ольховской волости Череповецкой губернии.
С 1924 года в составе Пригородной волости.
С 1927 года в составе Усть-Шомушского сельсовета Тихвинского района.
С 1928 года в составе Ялгинского сельсовета. В 1928 году население деревни Горелуха составляло 158 человек.

Деревня Горелуха на карте 1932 года

Согласно карте Ленинградской области Северо-западного аэрогеодезического треста ГГУ издания 1932 года деревня называлась Горулуха и насчитывала 18 крестьянских дворов.
По данным 1933 года деревня Горелуха входила в состав Ялгинского сельсовета Тихвинского района.
С 1954 года в составе Лазаревичского сельсовета.
В 1958 году население деревни Горелуха составляло 44 человека.
По данным 1966, 1973 и 1990 годов деревня Горелуха также входила в состав Лазаревичского сельсовета Тихвинского района.
В 1997 году в деревне Горелуха Лазаревичской волости проживали 2 человека, в 2002 году — 5 (все русские).
В 2007 году в деревне Горелуха Тихвинского ГП проживали 2 человека, в 2010 году — также 2.

## География
Деревня расположена в юго-западной части района на автодороге 41К-922 (подъезд к дер. Горелуха), к югу от федеральной автодороги А114 (Вологда — Новая Ладога).
Расстояние до административного центра поселения — 10 км.
Расстояние до ближайшей железнодорожной станции Тихвин — 18 км.
Деревня находится на правом берегу реки Тихвинка.

## Демография
| 1879 | 1910 | 1928 | 1958 | 1997 | 2002 | 2007 |
| ---- | ---- | ---- | ---- | ---- | ---- | ---- |
| 141  | ↗209 | ↘158 | ↘44  | ↘2   | ↗5   | ↘2   |
| 2010 | 2017 |      |      |      |      |      |
| →2   | ↗6   |      |      |      |      |      |

### Национальный состав
Согласно данным Всероссийской переписи населения 2002 года в деревне проживали 5 человек, все русские.
Согласно данным Всероссийской переписи населения 2021 года в деревне проживали 18 человек, все русские.